# Naïeve kunst

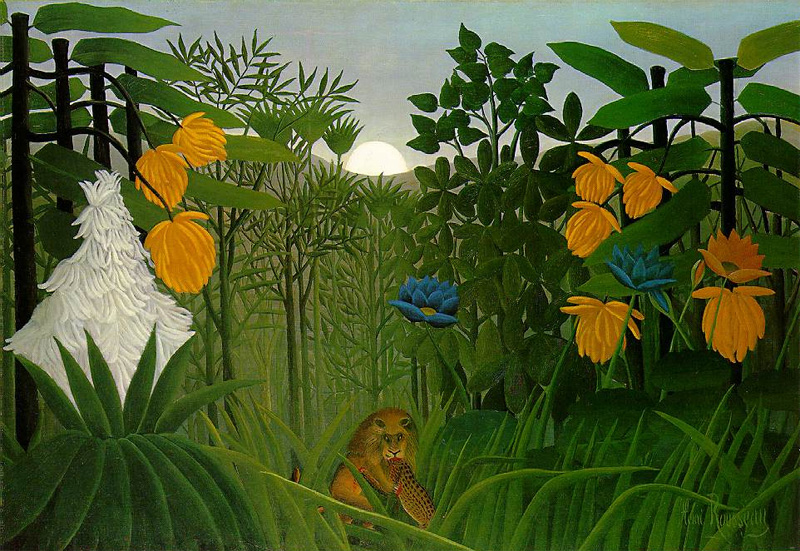
De maaltijd van de leeuw (1907) door Henri Rousseau

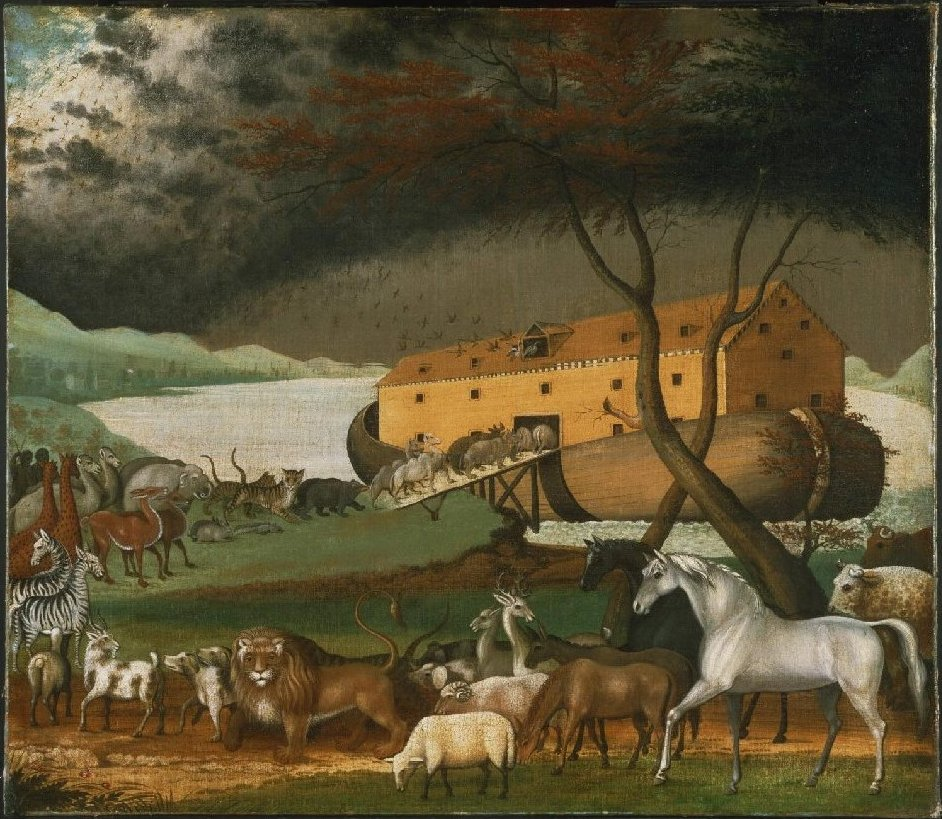
De ark van Noach (1846) door Edward Hicks

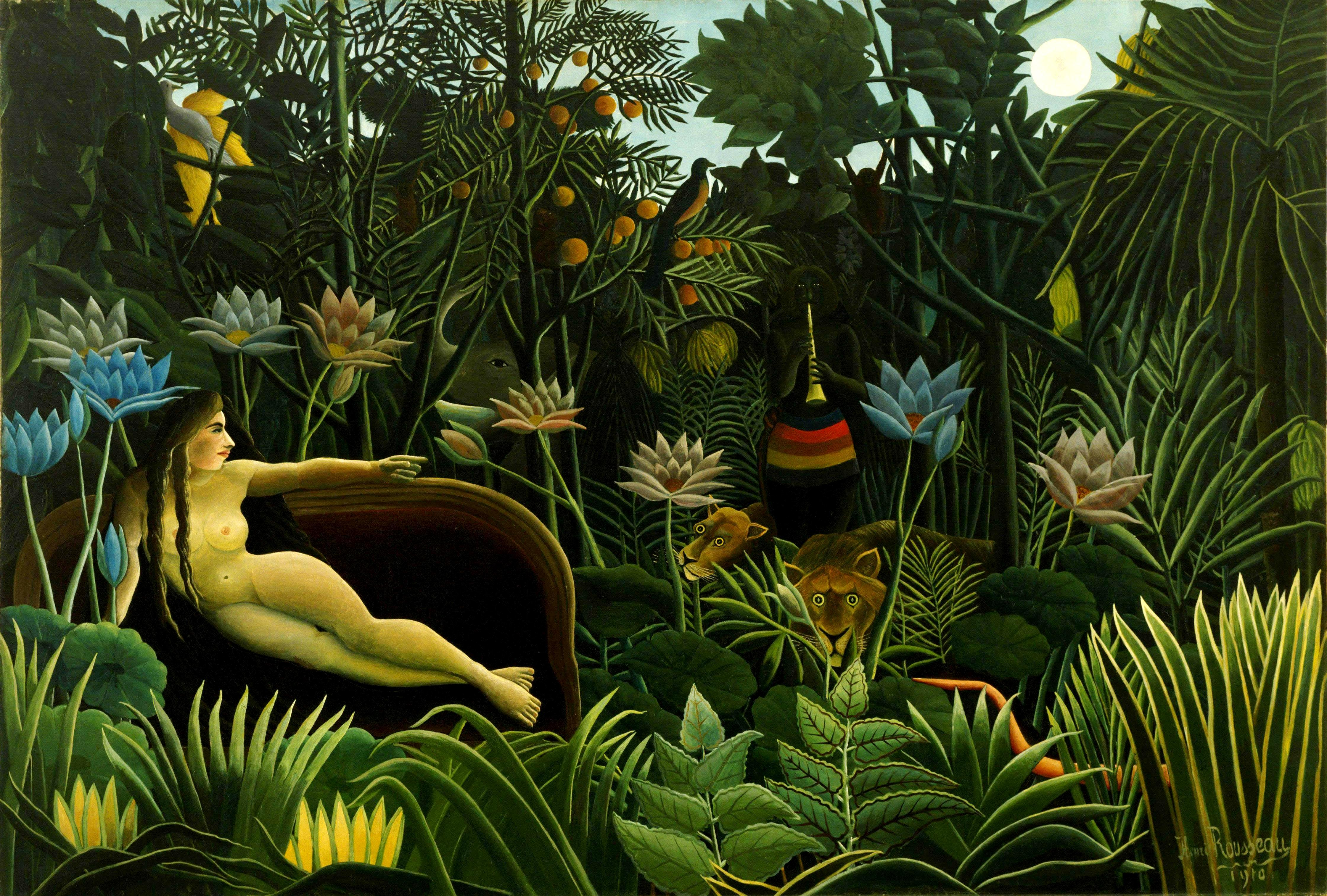
Le Rêve (De Droom) door Henri Rousseau. Dit schilderij is tegelijkertijd een voorbeeld van primitivisme

Naïeve kunst is een vorm van beeldende kunst, meestal schilderkunst, die gekarakteriseerd wordt door een naïeve en soms kinderlijk aandoende manier waarop het onderwerp wordt uitgebeeld en de technieken worden gebruikt. De term naïeve kunst was oorspronkelijk een neerbuigende term waarmee critici over deze stijl spraken. Tegenwoordig heeft het genre zijn plek veroverd, wordt het serieus genomen en zijn er opleidingen in te volgen.

## Geschiedenis
Naïeve kunst wordt toegepast vanaf de 18e eeuw en was in de aanvang een romantische reactie op wat door de beoefenaren werd ervaren als culturele decadentie en oververfijning. Voordien bleven de naïeve schilders vaak anoniem, al zijn de Prenten van Épinal wel bekend geworden. Het waren essayisten als Alfred Jarry, Guillaume Apollinaire, Paul Guillaume of Ambroise Vollard die de aandacht wekten voor het werk van enkele van deze kunstschilders. De beoefenaren zijn soms autodidact, maar velen ook niet. Naïeve kunst wordt soms tot de Art Brut (Outsider Art of spontane kunst) gerekend.

### Bekendheid
De naïeve kunst kunst kreeg bekendheid met de expositie van het werk van Henri Rousseau op de Salon des Indépendants (georganiseerd door de Société des artistes indépendants, een vereniging die was opgericht in 1884). In 1937 kwam er meer bekendheid met de eerste grote expositie van Les maîtres populaires de la réalité in Parijs. Naast Rousseau exposeerden daar onder anderen Louis Vivin, Camille Bombois, André Bauchant, Maurice Utrillo, Dominique-Paul Peyronnet, Séraphine de Senlis, Jean Eve, René Rimbert en Adolf Dietrich. Na deze tentoonstelling ontstond discussie over de naamgeving van de kunstvorm. Men noemde ze Les maîtres vanwege de hoge technische kwaliteit van de werken, populaires om de schijnbare eenvoud van voorstelling, de la réalité om de figuratie. Termen als zondagschilders, moderne primitieven, naïeve schilders, instinctieve schilders of autodidactische schilders waren aan de orde.

## Kenmerken
Tijdens de renaissance werden een aantal regels in de schilderkunst opgelegd die door de naïvisten werden overtreden. Namelijk:
- perspectief: iets dat verder weg is, wordt kleiner weergegeven;
- naarmate een persoon of voorwerp verder weg staat, zie je minder detail;
- naarmate iets verder weg staat, vervagen de kleuren.

De naïvisten overtraden deze regels expres. Hier was juist sprake van:
- een ontbrekend (en soms verwarrend) perspectief;
- duidelijke kleurvlakken; één voorwerp heeft vaak ook maar één kleur of het nu op de voorgrond staat of op de achtergrond;
- de voorwerpen en personen zijn allemaal even veel gedetailleerd;
- uitdrukkingsloze gezichten.

Deze werkwijze levert kinderlijke en volgens sommigen zelfs middeleeuwse schilderijen. Het primitivisme is een stroming waarin dit extreem tot uitdrukking komt en oriëntalistische taferelen worden uitgebeeld.

## Schilders
Naïeve kunst komt overal ter wereld voor. Belangrijke vertegenwoordigers zijn:
- in Oostenrijk Siegfried Kratochwil
- in België Louis Delattre, Ernest Van den Driessche, Lambert Yzermans
- in Bulgarije Radi Nedelchev
- in Cuba Mario Perez, Julio Breff Guilarte
- in Duitsland Maria Kloss, Max Raffler, Josef Wittlich, Regina Dapra, Regina Dapra, A.A. Ellis, Erich Grams
- in Haïti Philomé Obin, Rigaud Benoit
- in Italië Metelli, Antonio Ligabue, Claudia Vecchiarelli,
- in Nederland Willem Westbroek, Maurice (Jan Martens), Fred Breebaart, Joop Plasmeijer, Meike Sund, Johan Jeuken, Cor Kaay, Leo Neervoort, Peer Mijland, Peer Haemers, LIies Beth Werz, Dolf Zwerver, Ada Breedveld, Toon Tieland, Hennie Schrijver, Ruurd Wiersma, Sjerd Teule
- in Spanje Vivancos
- in de Oost-Europese landen zijn Nikifor, Téofil Ocièpka, Zigmunt Hubacek, Antonin Rehak, Katarina Bilacour, Franjo Mraz, Marko Viriuz, Ivan Generalic, Hegedusic en Ivan Rabuzin bekende naïeve schilders.
- in Georgië Niko Pirosmani, die meer als een primitivist kan beschouwd worden.
- In Amerika Pieter Vanderlyp, Winthrop Chandler, Ralph Earl, Edward Hicks, Phillips, A. Tapy en Linton Park, Grandma Moses.

## Naïeve architectuur

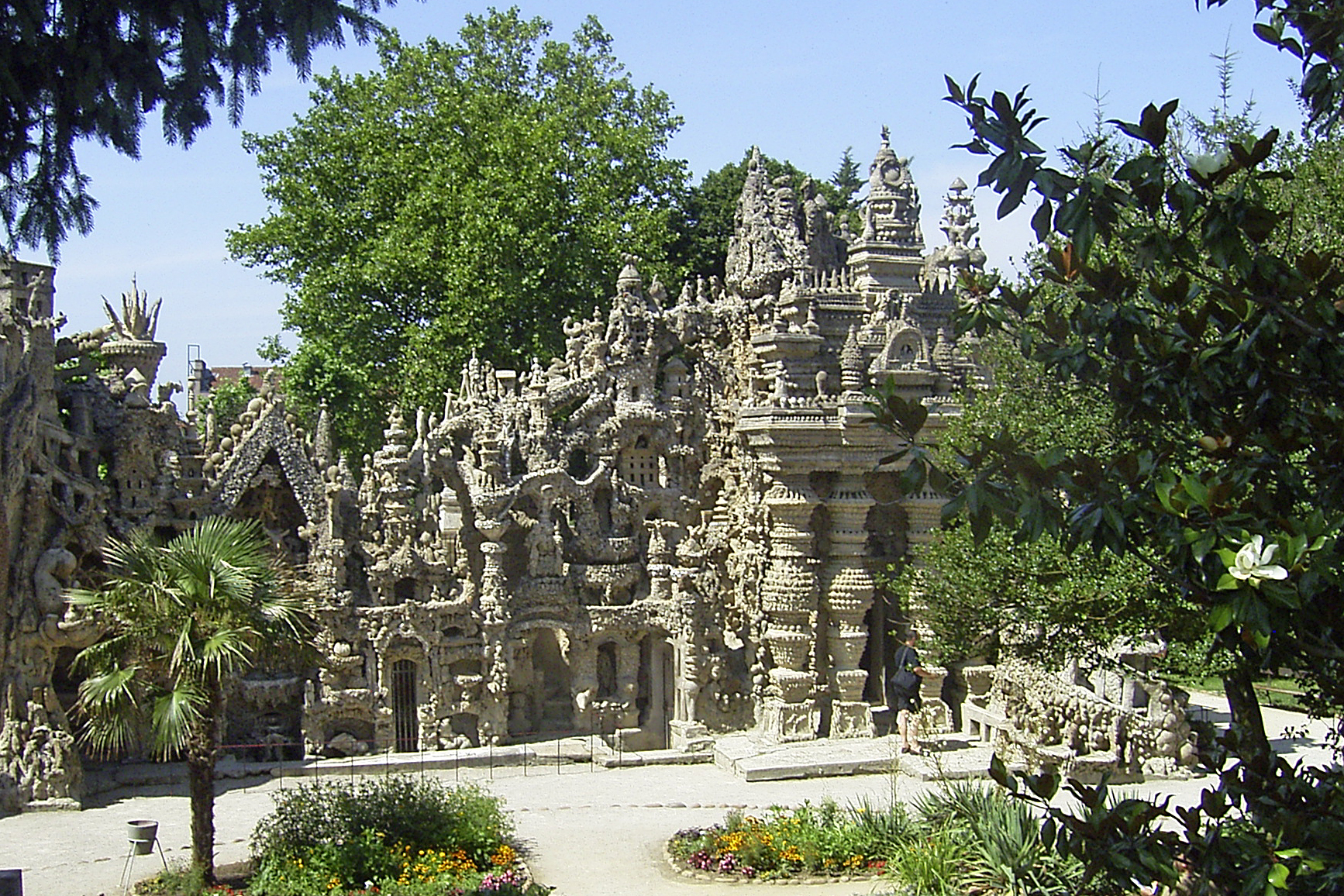
Chevals Palais Idéal

- Het "palais idéal" in Hauterives in het département Drôme, gebouwd door Ferdinand Cheval.
- Het maison Picassiette in Chartres, gebouwd door Raymond Isidore.